# Manley Hall Dixon
Manley Hall Dixon (8 giugno 1786 – Devon, 3 marzo 1864) è stato un ammiraglio britannico.
Fu Comandante in Capo, Stazione di Queenstown dal 1850 al 1852

## Biografia
Figlio dell'ammiraglio Sir Manley Dixon, Dixon si arruolò nella Royal Navy nel 1794 e prese parte alla cattura della Dorothea, il 15 luglio 1798 e all'Assedio di Malta (1798-1800) durante le guerre rivoluzionarie francesi.
Divenne comandante della nave di terza classe HMS Vigo nel 1811, e nel 1812 della nave di terza classe HMS Montagu e comandante della fregata HMS Nereus nel 1813.
Nel 1831 fu comandante della nave di quinta classe HMS Pallas nel 1831, comandante della nave di prima classe HMS Caledonia nel 1845 e Comandante in Capo, Stazione di Queenstown nel 1850 prima di ritirarsi nel 1855.